# 钟鸿健
钟鸿健（英語：Choong Hon Jian，2000年7月2日—），馬來西亞羽毛球男運動員。亦為現役馬來西亞國家羽毛球隊成員。

## 簡歷
2021年3月，钟鸿健與混雙拍檔杜颐沩出戰波蘭羽毛球公開賽，在決賽中以2比0（21比16、21比12）的成績擊敗瑞士組合Nicolas A. Mueller/Ronja Stern，奪得他們搭檔以來的首座國際賽冠軍。
2021年5月，钟鸿健健與杜颐沩再出戰斯洛文尼亞羽毛球國際賽，在決賽中以2比0（21比18、21比18）擊敗印尼組合Muh Putra Erwiansyah/Sofy Al Mushira Asharunnisa，奪下他們的第二座國際賽冠軍。之後，钟鸿健與杜颐沩再戰奧地利羽毛球公開賽，並在決賽中以2比1的成績（16比21、21比9、21比19）擊敗法國兼賽事頭號種子組合威廉·维利格/雪倫·鮑爾，奪下他們在歐洲賽事的三連冠。

## 主要比賽成績
只列出曾進入準決賽的國際賽事成績：
| 年份   | 賽事                     | 公開賽級別 | 項目     | 搭檔            | 成績   |
| ------ | ------------------------ | ---------- | -------- | --------------- | ------ |
| 2019年 | 老挝羽毛球国际系列赛     | 國際系列賽 | 男子雙打 | 萬緯聰          | 準決賽 |
| 2019年 | 印度羽毛球國際挑戰賽     | 國際挑戰賽 | 男子雙打 | 陳堂傑          | 準決賽 |
| 2019年 | 孟加拉羽毛球國際挑戰賽   | 國際挑戰賽 | 男子雙打 | 陳堂傑          | 準決賽 |
| 2019年 | 孟加拉羽毛球國際挑戰賽   | 國際挑戰賽 | 混合雙打 | 林佩儀          | 亞軍   |
| 2021年 | 波蘭羽毛球公開賽         | 國際挑戰賽 | 混合雙打 | 杜颐沩          | 冠軍   |
| 2021年 | 斯洛文尼亞羽毛球國際賽   | 國際系列賽 | 混合雙打 | 杜颐沩          | 冠軍   |
| 2021年 | 奧地利羽毛球公開賽       | 國際系列賽 | 混合雙打 | 杜颐沩          | 冠軍   |
| 2023年 | 泰國羽毛球國際挑戰賽     | 國際挑戰賽 | 男子雙打 | 吳世飛          | 亞軍   |
| 2023年 | 東南亞運動會羽毛球比賽   | 其他       | 男子團體 | －              | 銀牌   |
| 2023年 | 印尼棉蘭羽毛球大師賽     | 超級100賽  | 混合雙打 | 吳佩琪          | 準決賽 |
| 2023年 | 印尼泗水羽毛球國際挑戰賽 | 國際挑戰賽 | 混合雙打 | 吳佩琪          | 亞軍   |
| 2023年 | 印尼泗水羽毛球大師賽     | 超級100賽  | 男子雙打 | 穆罕默德·海卡爾 | 亞軍   |
| 2023年 | 吉隆坡羽毛球大師賽       | 超級100賽  | 混合雙打 | 吳佩琪          | 準決賽 |
| 2023年 | 賽義德·莫迪羽毛球國際賽  | 超級300賽  | 男子雙打 | 穆罕默德·海卡爾 | 冠軍   |
| 2023年 | 古瓦哈蒂羽毛球大師賽     | 超級100賽  | 男子雙打 | 穆罕默德·海卡爾 | 冠軍   |
| 2023年 | 古瓦哈蒂羽毛球大師賽     | 超級100賽  | 混合雙打 | 吳佩琪          | 準決賽 |
| 2024年 | 亞洲羽毛球團體錦標賽     | 其他       | 男子團體 | －              | 亞軍   |
| 2024年 | 奧爾良羽毛球大師賽       | 超級300賽  | 男子雙打 | 穆罕默德·海卡爾 | 冠軍   |
| 2024年 | 湯姆斯盃                 | 其他       | 男子團體 | －              | 季軍   |
| 2024年 | 澳洲羽毛球公開賽         | 超級500賽  | 男子雙打 | 穆罕默德·海卡爾 | 準決賽 |
| 2025年 | 澳門羽球公開賽           | 超級300賽  | 男子雙打 | 穆罕默德·海卡爾 | 準決賽 |

| 2018-2026年 | 總決賽 | 超級1000賽 | 超級750賽 | 超級500賽 | 超級300賽 | 超級100賽 | 國際挑戰賽 | 國際系列賽 | 未來系列賽 | 其他 |